# Gran Premio di Germania 1969
Il Gran Premio di Germania 1969, XXXII Großer Preis von Deutschland,  e settima gara del campionato di Formula 1 del 1969, si è svolto il 3 agosto sul circuito del Nürburgring ed è stato vinto da Jacky Ickx su Brabham-Ford Cosworth. Alla gara partecipano anche vetture di Formula 2 per rendere più corposo il numero di concorrenti. Le vetture di F2 non marcano punti per la classifica del campionato del mondo.

## Vigilia

### Organizzazione della gara
L'appuntamento mondiale venne organizzato dall'Automobile Club tedesco. Nel fine settimana venne prevista, come evento di contorno alla gara di Formula 1, la prova di Formula Vee. Erano inoltre in calendario un'esibizione dell'Aeronautica militare inglese, una rassegna di auto d'epoca, sfilate di moda e vari concerti.

### Prospettive future
Venne annunciato lo spostamento del Gran Premio del Canada, anticipato al 20 settembre rispetto al 21, data in cui era originariamente previsto.

### Aspetti sportivi
Alla gara era assente la Scuderia Ferrari che preferì concentrarsi sulla gara di Monza.

## Qualifiche

### Resoconto

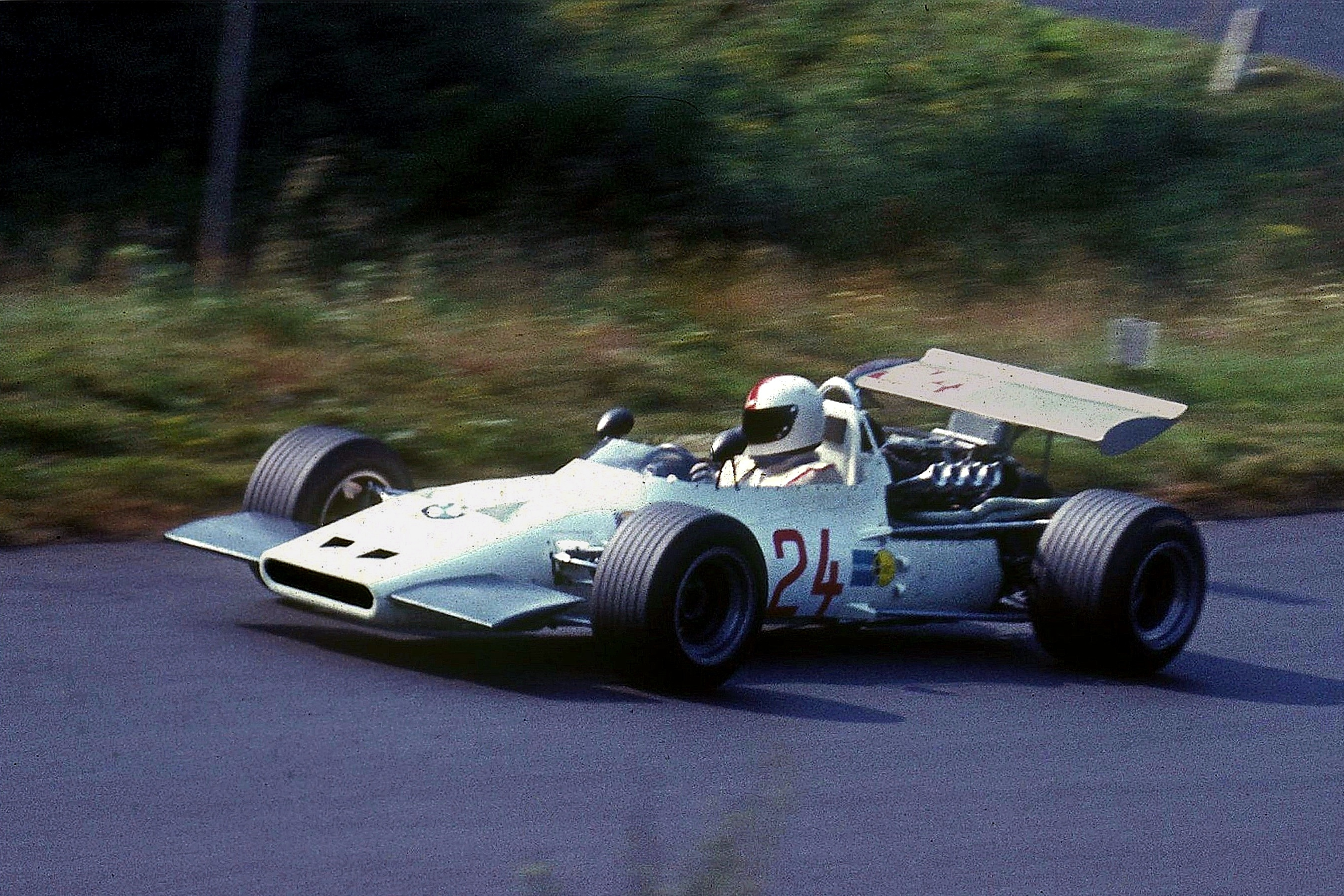
Gerhard Mitter durante le prove del Gran Premio. Lo stesso giorno rimarrà vittima dell'incidente mortale che gli costerà la vita.

La prima giornata di prove fu funestata dalla morte di Gerhard Mitter: il pilota tedesco, alla guida di una BMW di Formula 2, uscì di pista alla curva Schwedenkreuz, schiantandosi contro un albero. Estratto ancora vivo dalla vettura, morì durante il trasporto in ospedale. Sospettando una rottura alla sospensione o allo sterzo il team BMW ritirò Hubert Hahne e Dieter Quester; vengono seguiti nella decisione dal compagno di squadra di Mitter alla Porsche, Hans Herrmann.
Nella sessione del primo pomeriggio Jackie Stewart fece realizzare i migliori parziali, battendo il precedente record del circuito, prima di essere scavalcato da Jacky Ickx nella sessione successiva, che fissò il cronometro in 7'44"2 e ottenne la pole position provvisoria. Al secondo posto si piazzò Jo Siffert, staccato di oltre sei secondi. Solamente terzo lo scozzese, che però si dichiarò molto soddisfatto della vettura. Dietro di lui Jochen Rindt, che precedeva Bruce McLaren e Graham Hill.
Al sabato, Ickx si confermò, migliorando di circa due secondi il proprio crono e conquistando la partenza al palo. Secondo fu Stewart, a poco più di tre decimi dal pilota belga. Solo quarto Siffert, protagonista nella sessione del venerdì; lo svizzero non riuscì a migliorare il suo tempo e venne scavalcato pure da Rindt. A chiudere il gruppo dei primi sei si schierarono invece Denis Hulme e Vic Elford.

### Risultati
| Pos | No | Pilota               | Costruttore  | Scuderia                              | Tempo  | Distacco |
| --- | -- | -------------------- | ------------ | ------------------------------------- | ------ | -------- |
| 1   | 6  | Jacky Ickx           | Brabham-Ford | Motor Racing Developments Ltd         | 7:42.1 | -        |
| 2   | 7  | Jackie Stewart       | Matra-Ford   | Matra International                   | 7:42.4 | +0.3     |
| 3   | 2  | Jochen Rindt         | Lotus-Ford   | Gold Leaf Team Lotus                  | 7:48.0 | +5.9     |
| 4   | 11 | Jo Siffert           | Lotus-Ford   | Rob Walker/Jack Durlacher Racing Team | 7:50.3 | +8.2     |
| 5   | 9  | Denny Hulme          | McLaren-Ford | Bruce McLaren Motor Racing            | 7:52.8 | +10.7    |
| 6   | 12 | Vic Elford           | McLaren-Ford | Antique Automobiles                   | 7:54.8 | +12.7    |
| 7   | 17 | Piers Courage        | Brabham-Ford | Frank Williams Racing Cars            | 7:56.1 | +14.0    |
| 8   | 10 | Bruce McLaren        | McLaren-Ford | Bruce McLaren Motor Racing            | 7:56.5 | +14.4    |
| 9   | 1  | Graham Hill          | Lotus-Ford   | Gold Leaf Team Lotus                  | 7:57.0 | +14.9    |
| 10  | 8  | Jean-Pierre Beltoise | Matra-Ford   | Matra International                   | 8:00.3 | +18.2    |
| 11  | 27 | Johnny Servoz-Gavin  | Matra-Ford   | Matra International                   | 8:11.1 | +29.0    |
| 12  | 14 | John Surtees         | BRM          | Owen Racing Organisation              | 8:12.1 | +30.0    |
| 13  | 28 | François Cevert      | Tecno-Ford   | Tecno Racing Team                     | 8:13.9 | +31.8    |
| 14  | 26 | Henri Pescarolo      | Matra-Ford   | Matra Sports                          | 8:14.0 | +31.9    |
| 15  | 3  | Mario Andretti       | Lotus-Ford   | Gold Leaf Team Lotus                  | 8:15.4 | +33.3    |
| 16  | 15 | Jackie Oliver        | BRM          | Owen Racing Organisation              | 8:16.2 | +34.1    |
| 17  | 31 | Peter Westbury       | Brabham-Ford | Felday Engineering Ltd                | 8:20.0 | +37.9    |
| 18  | 20 | Kurt Ahrens          | Brabham-Ford | Ahrens Racing Team                    | 8:23.2 | +41.1    |
| 19  | 29 | Richard Attwood      | Brabham-Ford | Frank Williams Racing Cars            | 8:24.6 | +42.5    |
| 20  | 22 | Rolf Stommelen       | Lotus-Ford   | Roy Winkelmann Racing                 | 8:28.1 | +46.0    |
| 21  | 16 | Jo Bonnier           | Lotus-Ford   | Ecurie Bonnier                        | 8:35.0 | +52.9    |
| 22  | 30 | Xavier Perrot        | Brabham-Ford | Squadra Tartaruga                     | 8:35.4 | +53.3    |
| NP  | 24 | Gerhard Mitter       | BMW          | Bayerische Motoren Werke AG           | -      | -        |
| WD  | 23 | Hubert Hahne         | BMW          | Bayerische Motoren Werke AG           | -      | -        |
| WD  | 25 | Dieter Quester       | BMW          | Bayerische Motoren Werke AG           | -      | -        |
| WD  | 21 | Hans Herrmann        | Lotus-Ford   | Roy Winkelmann Racing                 | -      | -        |

## Gara

### Resoconto

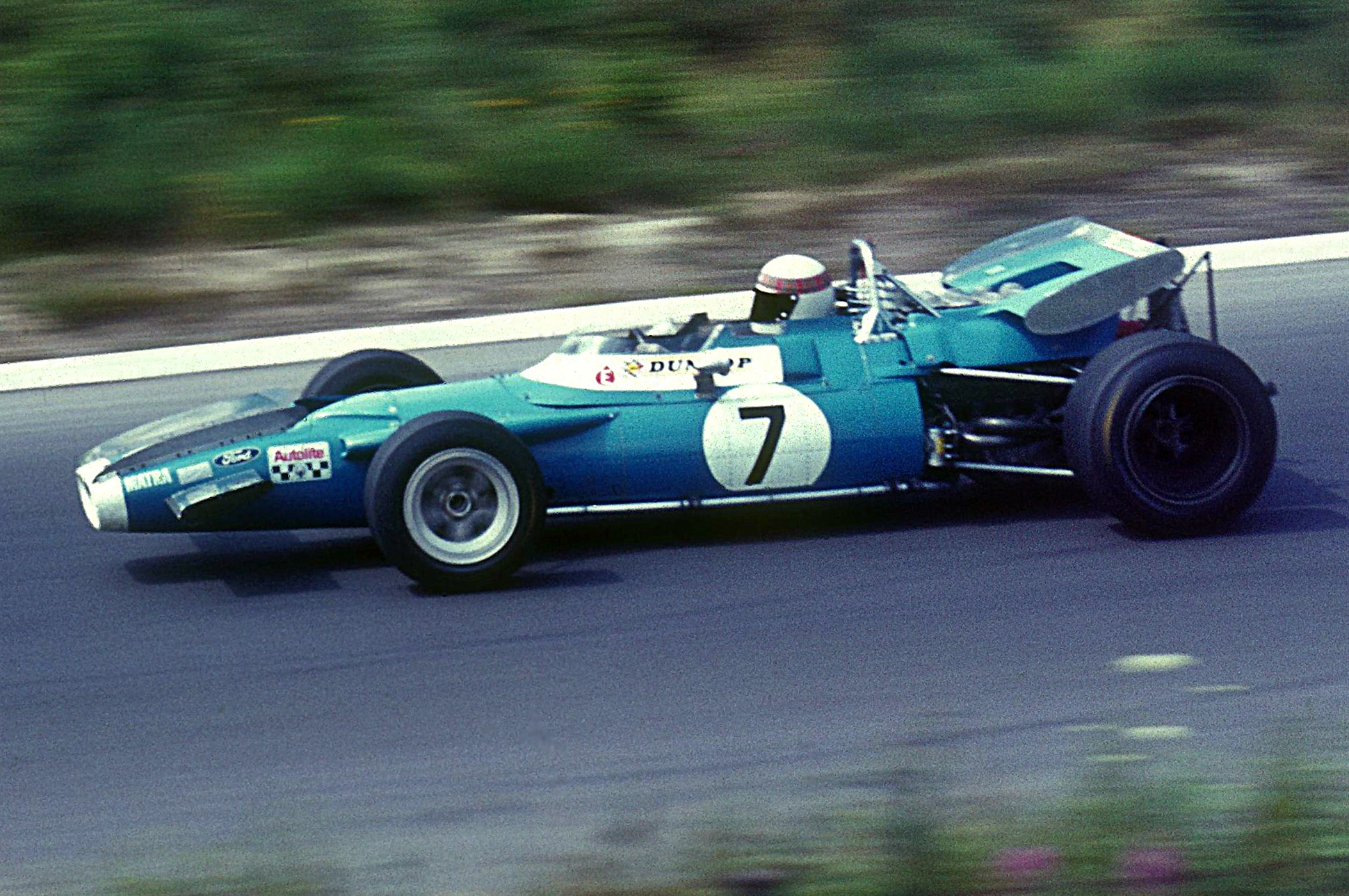
Jackie Stewart, alle prese con la sua Matra, giunse secondo

La gara si svolse la domenica, in condizioni di tempo soleggiato, davanti a 350.000 tifosi. Al via Stewart, scattato molto bene, prese il comando superando Ickx, scivolato al quarto posto. Nel corso del primo giro Vic Elford fu vittima di un incidente in cui si fratturò un braccio e fu costretto ad abbandonare la corsa. Anche Mario Andretti, poco prima, era stato costretto ad abbandonare.
Al secondo giro Ickx passò Rindt e al passaggio seguente pure Siffert, installandosi al secondo posto e cominciando a recuperare secondi su Stewart. Dopo aver abbassato più volte il tempo limite il belga raggiunse lo scozzese e, dopo un breve duello, lo superò portandosi al comando. Intanto Rindt, già in difficoltà da alcuni giri cominciò ad accusare noie al motore e di lì a breve fu costretto al ritiro per la rottura dell'impianto di iniezione.
Al decimo giro Ickx guidava la corsa con quattro secondi e mezzo di vantaggio su Stewart, mentre più staccati seguivano Siffert, Hulme, McLaren e Beltoise. Il giro seguente, però, Hulme fu costretto al ritiro, imitato pochi giri più tardi da Siffert e Beltoise. I due vennero comunque classificati al quinto e sesto posto.
Vinse così Ickx per la seconda volta in carriera, precedendo Stewart e McLaren.

### Risultati
| Pos | No | Pilota               | Costruttore  | Giri | Tempo/Ritiro   | Pos. Griglia | Punti |
| --- | -- | -------------------- | ------------ | ---- | -------------- | ------------ | ----- |
| 1   | 6  | Jacky Ickx           | Brabham-Ford | 14   | 1:49:55.4      | 1            | 9     |
| 2   | 7  | Jackie Stewart       | Matra-Ford   | 14   | + 57.7         | 2            | 6     |
| 3   | 10 | Bruce McLaren        | McLaren-Ford | 14   | + 3:21.6       | 8            | 4     |
| 4   | 1  | Graham Hill          | Lotus-Ford   | 14   | + 3:58.8       | 9            | 3     |
| 5   | 26 | Henri Pescarolo      | Matra-Ford   | 14   | +7:11.0        | 14           |       |
| 6   | 29 | Richard Attwood      | Brabham-Ford | 13   | +1 Giro        | 19           |       |
| 7   | 20 | Kurt Ahrens          | Brabham-Ford | 13   | +1 Giro        | 18           |       |
| 8   | 22 | Rolf Stommelen       | Lotus-Ford   | 13   | +1 Giro        | 20           |       |
| 9   | 31 | Peter Westbury       | Brabham-Ford | 13   | +1 Giro        | 17           |       |
| 10  | 30 | Xavier Perrot        | Brabham-Ford | 13   | +1 Giro        | 22           |       |
| 11  | 11 | Jo Siffert           | Lotus-Ford   | 12   | Sospensione    | 4            | 2     |
| 12  | 8  | Jean-Pierre Beltoise | Matra-Ford   | 12   | Sospensione    | 10           | 1     |
| Rit | 9  | Denny Hulme          | McLaren-Ford | 11   | Trasmissione   | 5            |       |
| Rit | 15 | Jackie Oliver        | BRM          | 11   | Perdita d'olio | 16           |       |
| Rit | 2  | Jochen Rindt         | Lotus-Ford   | 10   | Iniezione      | 3            |       |
| Rit | 28 | François Cevert      | Tecno-Ford   | 9    | Ruota          | 13           |       |
| Rit | 27 | Johnny Servoz-Gavin  | Matra-Ford   | 6    | Motore         | 11           |       |
| Rit | 16 | Jo Bonnier           | Lotus-Ford   | 4    | Serbatoio      | 21           |       |
| Rit | 17 | Piers Courage        | Brabham-Ford | 1    | Incidente      | 7            |       |
| Rit | 12 | Vic Elford           | McLaren-Ford | 0    | Incidente      | 6            |       |
| Rit | 3  | Mario Andretti       | Lotus-Ford   | 0    | Incidente      | 15           |       |
| NP  | 14 | John Surtees         | BRM          | -    | Non Parte      | 12           |       |

## Statistiche

### Piloti
- 2ª vittoria per Jacky Ickx
- 1º giro più veloce per Jacky Ickx
- 100º Gran Premio per Jo Bonnier
- 1º Gran Premio per Peter Westbury, Rolf Stommelen e François Cevert
- 1° e unico Gran Premio per Xavier Perrot
- Ultimo Gran Premio per Kurt Ahrens, Gerhard Mitter e Richard Attwood

### Costruttori
- 11° vittoria per la Brabham
- 10° podio per la McLaren
- 10º giro più veloce per la Brabham

### Motori
- 22° vittoria per il motore Ford Cosworth

### Giri al comando
- Jackie Stewart (1-6)
- Jacky Ickx (7-14)

## Classifiche Mondiali

### Piloti
| Pos. | Pilota               | Punti |
| ---- | -------------------- | ----- |
| 1    | Jackie Stewart       | 51    |
| 2    | Jacky Ickx           | 22    |
| 3    | Bruce McLaren        | 21    |
| 4    | Graham Hill          | 19    |
| 5    | Jo Siffert           | 15    |
| 6    | Jean-Pierre Beltoise | 12    |
| 7    | Denny Hulme          | 11    |
| 8    | Piers Courage        | 8     |
| 9    | Chris Amon           | 4     |
| 10   | Jochen Rindt         | 3     |
|      | Richard Attwood      | 3     |
|      | Vic Elford           | 3     |
| 13   | John Surtees         | 2     |
| 14   | Jack Brabham         | 1     |

### Costruttori
| Pos. | Team                  | Punti   |
| ---- | --------------------- | ------- |
| 1    | Matra-Ford Cosworth   | 51      |
| 2    | Brabham-Ford Cosworth | 28      |
|      | Lotus-Ford Cosworth   | 28      |
| 4    | McLaren-Ford Cosworth | 24 (26) |
| 5    | Ferrari               | 4       |
| 6    | BRM                   | 2       |